# Macrothele
Genre
Macrothele est un genre d'araignées mygalomorphes de la famille des Macrothelidae.

## Distribution
Les espèces de ce genre se rencontrent en Asie, en Afrique et en Europe du Sud.

## Habitat
Ces araignées vivent dans les forêts, le long des rives des cours d'eau où elles tissent des toiles sous les troncs et les pierres.

## Description
Les macrothèles sont des araignées noir brillant. 
Elles ont quatre filières dont deux très allongées, des denticules autour des pièces buccales et trois griffes tarsales.

## Liste des espèces
Selon World Spider Catalog (version 26, 10/04/2025) :
- Macrothele abrupta Benoit, 1965
- Macrothele arcuata Tang, Zhao & Yang, 2020
- Macrothele auriculata Zhang, Wu, Zhao & Yang, 2024
- Macrothele calpeiana (Walckenaer, 1805)
- Macrothele camerunensis Simon, 1903
- Macrothele cangshanensis Z. B. Yang, Zhao, Zhang & Z. Z. Yang, 2018
- Macrothele cretica Kulczyński, 1903
- Macrothele decemnotata Simon, 1909
- Macrothele drolshageni Özkütük, Elverici, Yağmur & Kunt, 2019
- Macrothele incisa Benoit, 1965
- Macrothele indicola (Tikader, 1969)
- Macrothele maculata (Thorell, 1890)
- Macrothele multispine Wang, Li & Yang, 2019
- Macrothele nullispine Zhang, Wu, Zhao & Yang, 2024
- Macrothele proserpina Simon, 1909
- Macrothele segmentata Simon, 1892
- Macrothele simplicata (Saito, 1933)
- Macrothele triangularis Benoit, 1965
- Macrothele vidua Simon, 1906
- Macrothele yongshengensis Z. B. Yang, Zhao & Z. Z. Yang, 2019
- Macrothele yunlingensis Z. B. Yang, Zhao & Z. Z. Yang, 2019

## Systématique et taxinomie
Ce genre a été décrit par Ausserer en 1871 dans les Theraphosidae. Il est placé dans les Hexathelidae par Raven en 1980 puis dans les Macrothelidae par Hedin, Derkarabetian, Ramírez, Vink et Bond en 2018.
Orientothele, placé en synonymie par Drolshagen en 2017, a été relevé de synonymie par Shao, Zhou et Lin en 2025.

## Publication originale
- Ausserer, 1871 : « Beiträge zur Kenntniss der Arachniden-Familie der Territelariae Thorell (Mygalidae Autor). » Verhandllungen der Kaiserlich-Kongiglichen Zoologish-Botanischen Gesellschaft in Wien, vol. 21, p. 117-224 (texte intégral).